# Caïssa
Caïssa est une dryade mythique de Thrace, représentée comme la déesse du jeu d'échecs.
Le mythe de Caïssa n'existe pas dans l'époque antique, il provient d'un poème nommé Caissa: or The Game of Chess écrit en hexamètres latins par William Jones en 1763. Outre le texte en latin, le poème comprend de larges passages en anglais.
Dans ce poème, Caïssa repousse d'abord les avances du dieu de la guerre, Mars. Blessé par ce rejet, Mars cherche l'aide du dieu des sports, Euphron, frère de Vénus, qui crée le jeu d'échecs comme cadeau pour que Mars gagne le cœur de Caïssa.

## Origine du poème de William Jones
Le poème de William Jones tire son origine première d'un poème latin de Marco Girolamo Vida, intitulé Scacchia Ludus (De Ludo scacchiorum). Traduit en italien par Marino, ce poème est inséré par lui dans le chant XV de son Adonis. Si William Jones rend hommage dans son œuvre tant au poème de Vida qu'à sa traduction par Marino, une grande part du poème est due à son imagination, notamment toute l'histoire de Caïssa, contée dans le style d'Ovide. L'attribution de l'invention des échecs à Euphron pour le compte de Mars n'est qu'une invention poétique, puisque l'origine du jeu est attribuée aux Indes de façon probable.

## Caïssa dans la culture échiquéenne
Il est fréquemment fait allusion à Caïssa dans les commentaires sur le jeu d'échecs. Garry Kasparov utilise la référence de temps à autre dans My Great Predecessors. La déesse est employée en référence à la chance (Caïssa était avec moi), en particulier dans des situations peu claires, par exemple à la suite de sacrifices. Le concept de Caïssa a aussi été utilisé par ceux qui ont cherché des preuves de la présence du féminin sacré aux échecs.
Le premier ordinateur russe qui a remporté le championnat du monde d'échecs des ordinateurs en 1974 s'appelait Kaissa, de nombreux clubs d'échecs (notamment le cercle Caïssa, ancien nom du NAO Chess Club parisien), et maisons d'éditions consacrées aux échecs portent également ce nom.